# St. Sebastian (Pfronten)

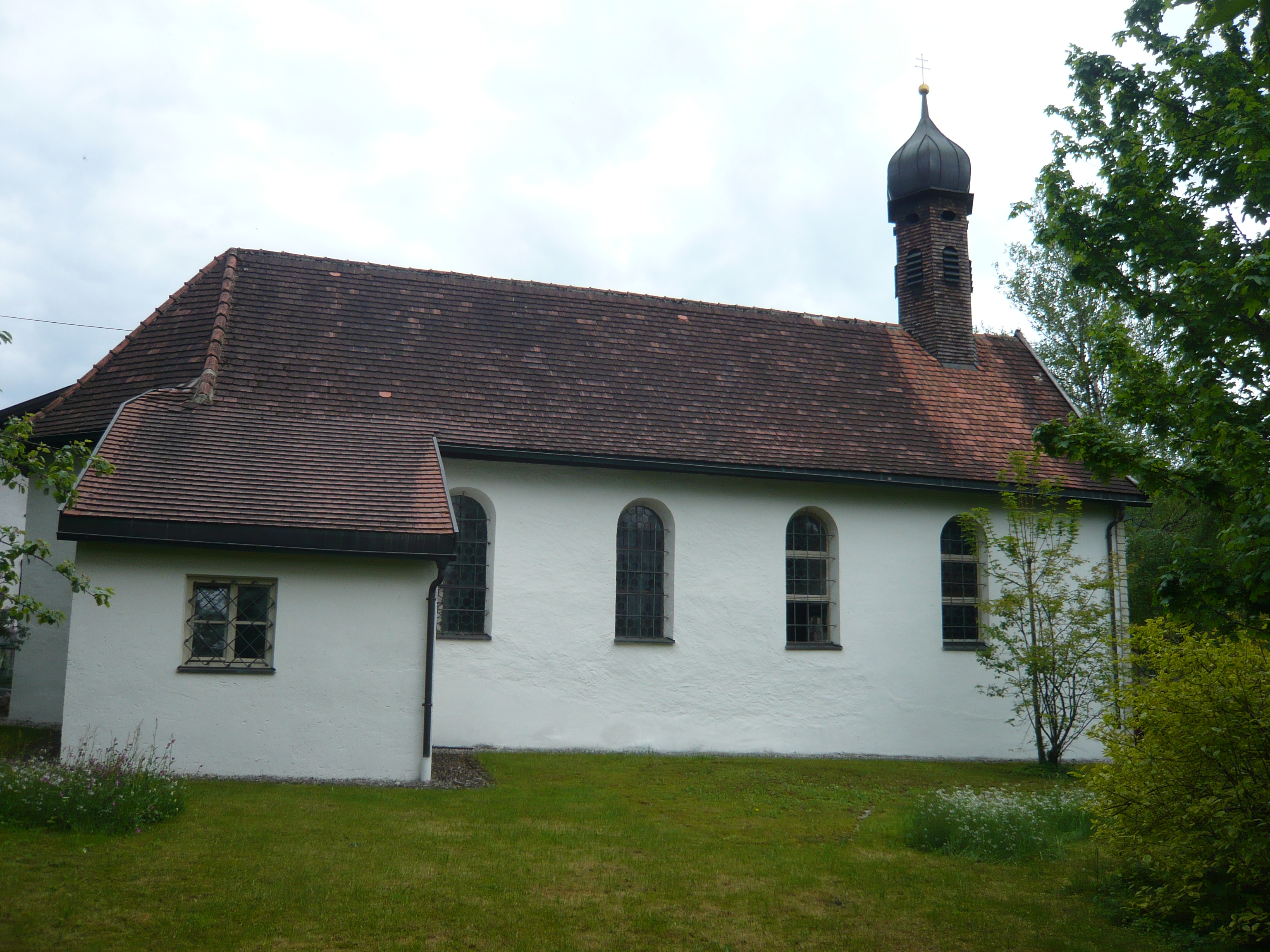
Kapelle St. Sebastian in Pfronten-Weißbach

St. Sebastian ist das Gotteshaus des Pfrontener Ortsteils Weißbach. Es ist eine Filiale der Pfarrkirche St. Nikolaus in Pfronten-Berg.

## Geschichte
Nach einem Bericht des Kammerers Thomas Wachter von Bernbeuren an den bischöflichen Generalvikar in Augsburg ist die Kapelle von den Weißbachern im Jahre 1637 nahe der Ortschaft auf dem (kleinen) Josberg erbaut worden. Die Patrone waren der hl. Fabian und der hl. Sebastian. Die Kapelle stand aber an einem „ungewohnlichen und ungelegenlichen Ort“ und konnte winters auch regen wetters zeit nit besuecht werden. Außerdem fing „der Berg zu reißen an“, so dass man die Sorge hatte, dise capell mechte mitler zeit gar zu boden fallen. Deshalb genehmigte der Bischof, dass die Kapelle 1661 abgetragen und bei den Häusern wieder aufgebaut werden durfte. Während die ursprüngliche Gebetsstätte nicht geweiht war, hatte der Neubau die Genehmigung zum Lesen einer hl. Messe.

## Baubeschreibung
Die in das Dorf verlegte Kapelle hat vier Fensterachsen. Das Kirchenschiff ist mit einer stark gedrückten Längstonne gewölbt. Den Übergang von der Wand zur Decke bildet ein durchgehendes, profiliertes Gesims. An das Langhaus schließt sich, durch einen Chorbogen betont, im Südosten ein Chorraum mit einem Joch an.
1921–1922 ist die Kapelle nach Nordwesten erheblich verlängert worden. Dabei wurde das alte Vorzeichen auf die südwestliche Seite verlegt und eine Empore eingezogen. Auch ein vom Zimmermann Hans Erd errichteter Dachreiter ist damals auf den neuen Anbau gerückt worden.

## Ausstattung

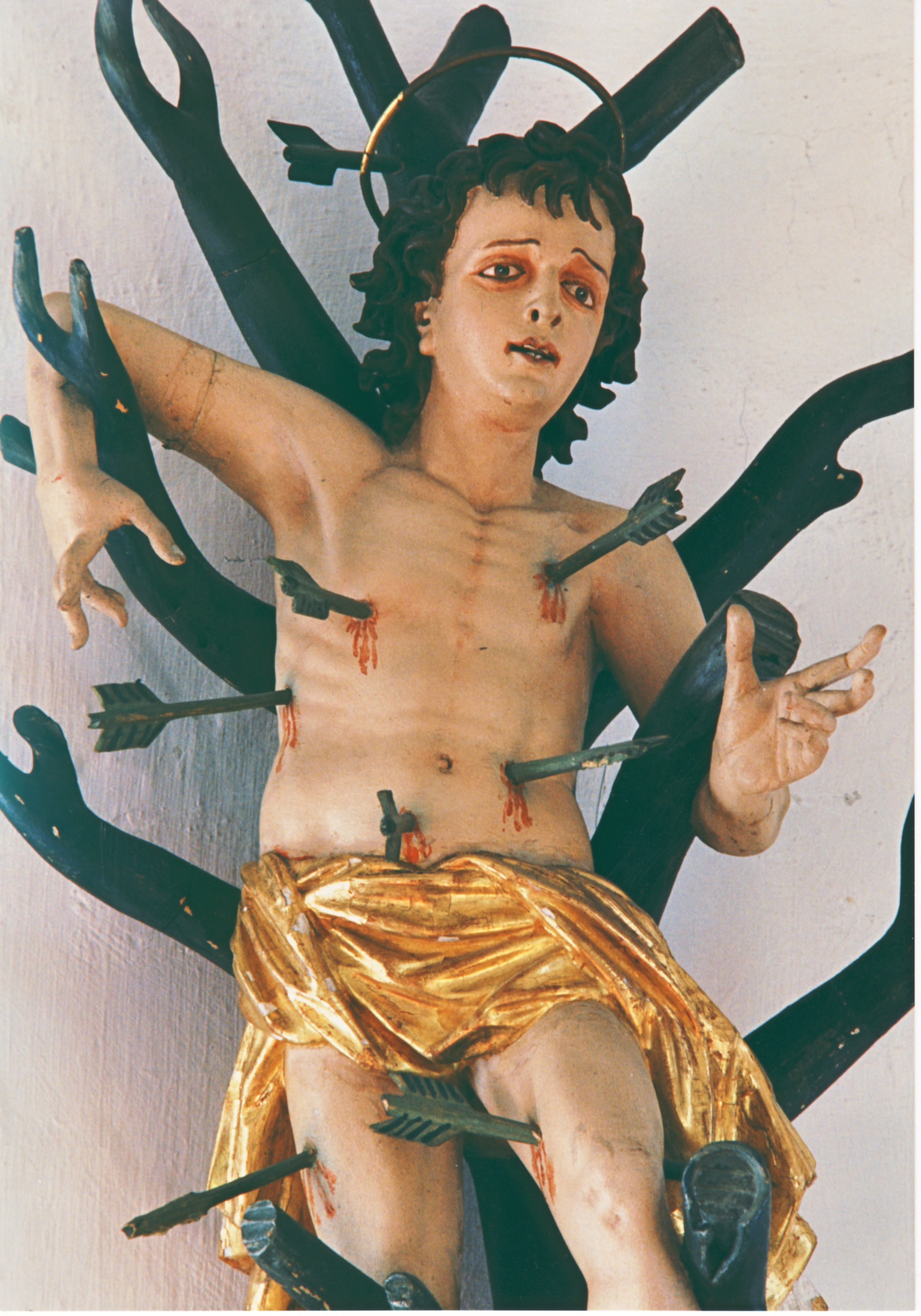
St. Sebastian

Während das alte Kirchlein auf dem Josberg den hl. Fabian als Hauptfigur hatte, gewann ab 1661 der hl. Sebastian an Bedeutung und wurde Patron der Kapelle im Dorf. Der frühbarocke Altar wurde 1673/74 von Nikolaus Babel zu seiner hochbarocken Form erweitert. Die beiden seitlichen Holzsäulen sind mit Engelsköpfchen über Fruchtgehängen besetzt. Die Altarnische birgt das Bildwerk eines frühbarocken St. Sebastian. Die begleitenden Altarfiguren, der hl. Joachim und die hl. Anna werden dem Nikolaus Babel zugeschrieben. Vom fürstbischöflich-augsburgischen Hofmaler Joseph Keller stammt das Aufsatzbild, Christus als Schmerzensmann. Eine gute Arbeit des frühen 19. Jahrhunderts ist das Altarblatt mit dem Bildnis des hl. Sebastian.
Frühbarock sind die beiden Konsolenfiguren an den Pilastern des Chorbogens, nämlich der hl. Fabian mit der Tiara und der hl. Sebastian. Letzterer wird manchmal ausgetauscht mit der Figur einer Maria Immaculata, die 1858 von Sigmund Hitzelberger gefertigt wurde.
Fast alle Kunstwerke der Kapelle wurden von Pfrontener Künstlern geschaffen, so wahrscheinlich auch die 15 Kreuzwegstationen aus der Mitte des 18. Jahrhunderts. Aus dem Ort kommt ebenso Alois Keller (1788–1866), der an der Empore die beiden klassizistischen Tafelbilder von Christus und der Muttergottes gemalt hat, und auch Syrius Eberle (1887–1967), von dem die bemalten Fenster des Chorraumes stammen.
Die Deckenbilder fertigte der Pfrontener Kunstmaler Andreas Dasser (1906–2001). Im Langhaus ist Maria als Helferin der Christen dargestellt. Auf einer Wolke, von Engeln umgeben, schwebt sie als Mittlerin zwischen der göttlichen Dreifaltigkeit und den hilfesuchenden Menschen. Vertreter der verschiedensten Stände erflehen ihre Fürbitte. Unter den dargestellten Personen befindet sich auch die Familie des Malers, ebenso der Stifter des Feskos, Hans Brenner.
Der moderne Tabernakel, ein Bronzeguss, der sich gut in den barocken Altar einfügt, wurde von Hans Hitzelberger (1924–1994) geschaffen. Die Tabernakeltüren schmückt das Relief Die Jünger von Emmaus erkennen Christus beim Brotbrechen.